# Bonningues-lès-Calais
Bonningues-lès-Calais település Franciaországban, Pas-de-Calais megyében. Lakosainak száma 598 fő (2022. január 1.). Bonningues-lès-Calais Coquelles, Peuplingues, Pihen-lès-Guînes, Saint-Inglevert, Saint-Tricat, Escalles, Fréthun, Hervelinghen és Nielles-lès-Calais községekkel határos.

## Népesség
A település népességének változása:
| Lakosok száma | 636  | 595  | 587  | 565  | 559  | 559  | 572  | 585  | 598  |
|               | 2013 | 2015 | 2016 | 2017 | 2018 | 2019 | 2020 | 2021 | 2022 |